# Sogatella yei
Sogatella yei är en insektsart som beskrevs av Rauno E. Linnavuori 1973. Sogatella yei ingår i släktet Sogatella och familjen sporrstritar. Inga underarter finns listade i Catalogue of Life.